# テリー・ロッシオ
テリー・ロッシオ（Terry Rossio, 1960年7月2日 - ）は、アメリカ合衆国の脚本家。

## 人物
ミシガン州カラマズーに生まれる。サンタアナのサドルバック・ハイスクールを卒業した後はカリフォルニア州立大学フラトン校で映画、テレビ、ラジオを学ぶ。1997年にウェブサイトのWordplayを設立した。 
脚本家パートナーとしてテッド・エリオットと15年以上にわたって組んでおり、『アラジン』、『パイレーツ・オブ・カリビアン/呪われた海賊たち』、『シュレック』などの脚本を共に執筆した。

## 受賞・ノミネート
- 2001 - ノミネート: アカデミー脚色賞 - 『シュレック』
- 2002 - ノミネート: ネビュラ賞スクリプト部門 - 『シュレック』
- 2003 - ノミネート: ブラム・ストーカー賞脚本賞 - 『パイレーツ・オブ・カリビアン/呪われた海賊たち』
- 2004 - ノミネート: ヒューゴー賞映像部門 - 『パイレーツ・オブ・カリビアン/呪われた海賊たち』

## フィルモグラフィ
- 1989 リトル・モンスター Little Monsters 脚本
- 1992 アラジン Aladdin 脚本
- 1994 ブレイン・スナッチャー/恐怖の洗脳生物 The Puppet Masters 脚本
- 1998 マスク・オブ・ゾロ The Mask of Zorro 脚本
- 1998 アンツ Antz コンサルタント・アドバイザー
- 1998 GODZILLA Godzilla 原案[1]
- 1998 スモール・ソルジャーズ Small Soldiers 脚本
- 2000 エル・ドラド/黄金の都 The Road to El Dorado 脚本
- 2001 シュレック Shrek 共同製作・脚本
- 2002 トレジャー・プラネット Treasure Planet 原案
- 2003 パイレーツ・オブ・カリビアン/呪われた海賊たち Pirates of the Caribbean: The Curse of the Black Pearl 脚本
- 2003 シンドバッド 7つの海の伝説 Sinbad: Legend of the Seven Seas コンサルタント・アドバイザー
- 2004 ナショナル・トレジャー National Treasure 脚本（クレジット無し）
- 2005 Instant Karma 製作
- 2005 レジェンド・オブ・ゾロ The Legend of Zorro 原案
- 2006 パイレーツ・オブ・カリビアン/デッドマンズ・チェスト Pirates of the Caribbean: Dead Man's Chest 脚本
- 2006 デジャヴ Déjà Vu 脚本
- 2007 パイレーツ・オブ・カリビアン/ワールド・エンド Pirates of the Caribbean: At World's End 脚本
- 2007 ナショナル・トレジャー リンカーン暗殺者の日記 National Treasure: Book of Secrets 原案
- 2009 スパイアニマル・Gフォース G-Force 製作補佐・脚本（クレジット無し）
- 2011 パイレーツ・オブ・カリビアン/生命の泉 Pirates of the Caribbean: On Stranger Tides 製作総指揮・脚本
- 2013 ローン・レンジャー The Lone Ranger - 脚本
- 2021 ゴジラvsコング Godzilla vs. Kong
- 2024 ゴジラxコング 新たなる帝国 Godzilla x Kong: The New Empire